# Papitashvili Valley
Das Papitashvili Valley ist ein Hochtal im ostantarktischen Viktorialand. Es liegt zwischen dem Wendler Spur und dem Besson Spur in den Apocalypse Peaks. Nach Norden öffnet es sich zum Barwick Valley gegenüber dem Hourglass Lake. Das Tal ist abgesehen eines Gletschers am Kopfende eisfrei.
Das Advisory Committee on Antarctic Names benannte es 2005 nach Vladimir O. Papitashvili (* 1946) vom Forschungslabor für Weltraumphysik der University of Michigan, der unter anderem von 1994 bis 1999 in einem US-amerikanisch-russischen Forschungsprogramm zur Sammlung magnetometrischer Daten auf der Mirny-Station tätig war.